# Lights Up
«Lights Up» es una canción del cantante británico Harry Styles. Fue lanzada el 11 de octubre de 2019, a través de Erskine y Columbia Records como el primer sencillo de su segundo álbum de estudio Fine Line. El vídeo musical fue estrenado el mismo día. La pista fue escrita por Styles, Thomas Hull y Tyles Johnson.

## Antecedentes y composición
En los días previos al lanzamiento de la canción, aparecieron carteles publicitarios en varias ciudades del mundo con la frase "¿Sabe quién es usted?", Que se relacionaron con Styles después de que cada uno de los carteles presentara el logotipo de Columbia Records y el acrónimo «TPWK», que significa «Trata a las personas con amabilidad», frase que ya había aparecido en la mercancía de la primera gira de Styles.
Styles reveló la portada y el título de la canción en sus redes sociales el 11 de octubre de 2019. La pista con sonidos R&B y soul, fue escrita por Styles, Thomas Hull y Tyles Johnson, mientras que la producción fue llevada a cabo por este último.

## Vídeo musical
El vídeo musical de «Lights Up» se estrenó el 11 de octubre de 2019. Fue grabado en Cancún, México.

## Recepción crítica
Nicholas Hautman de «US Weekly» describió la canción como una «pista melódica y maravillosa». Roisin O'Connor de «The Independent'» la calificó con 4 de 5 estrellas y comentó que «es la canción más segura que Styles ha lanzado hasta la fecha». Laura Snapes de «The Guardian» le ofreció una puntuación de 4 de 5 estrellas, calificándola como un «regreso enigmático y conmovedor», también escribió que la pista «está llena de sorpresas: el pre-estribillo forzado y suelto rompe el estado de ánimo fácil, e incluso el sonido de un coro de gospel se procesa con una intensidad desconcertante».
Craig Jenkins de «Vulture» elogió la canción, calificándola como «una melodía alegre para el comienzo del clima con capucha y un sentimiento alentador para un día acerca de celebrar lo que nos hace únicos a todos»; Jenkins también notó que «Lights Up» suena como el tipo de pop bien adaptado que One Direction hubiera tenido si hubiera tenido unos años más para trabajar, pero que al igual que Harry Styles, está lleno de adornos orgánicos, guitarras en abundancia.

## Lista de ediciones
- Descarga digital[17]

| N.º | Título      | Duración |  |
| 1.  | «Lights Up» | 2:52     |  |

- 7-inch Vinilo[18]

| N.º | Título                                     | Duración |  |
| 1.  | «Lights Up»                                |          |  |
| 2.  | «Do You Know Who You Are? (Locked Groove)» |          |  |

## Créditos y personal
Créditos adaptados de Genius.
- Harry Styles – voz, composición
- Thomas Hull – composición
- Tyles Johnson – composición, producción, guitarra, ingeniero de grabación, programador, batería, bajo eléctrico
- Jeremy Hatcher – ingeniero de grabación
- Nick Lobel – ingeniero de grabación
- Sammy Witte – ingeniero de grabación
- Randy Merrill – maestro de ingeniería
- Jon Castelli – ingeniería mixta
- Ivan Jackson – trompetas

## Posicionamiento en listas
| Listas (2019)                             | Mejor posición |
| ----------------------------------------- | -------------- |
| Alemania (Official German Charts)         | 50             |
| Australia (ARIA)                          | 7              |
| Austria (Ö3 Austria Top 40)               | 16             |
| Bélgica (Ultratop) Flanders               | 2              |
| Bélgica (Ultratop) Wallonia               | 4              |
| Canadá (Canadian Hot 100)                 | 14             |
| Dinamarca (Tracklisten)                   | 30             |
| Escocia (Official Charts Company)         | 6              |
| Eslovaquia (Singles Digitál Top 100)      | 6              |
| España (PROMUSICAE)                       | 65             |
| Estonia (Eesti Ekspress)                  | 5              |
| Estados Unidos (Billboard Hot 100)        | 17             |
| Estados Unidos (Rolling Stone Top 100)    | 4              |
| Finlandia (Suomen virallinen lista)       | 20             |
| Francia (SNEP)                            | 127            |
| Grecia (International Digital Singles)    | 4              |
| Hungría (Single Top 40)                   | 9              |
| Hungría (Stream Top 40)                   | 6              |
| Irlanda (IRMA)                            | 4              |
| Italia (FIMI)                             | 37             |
| Malasia (RIM)                             | 15             |
| México (Billboard Ingles Airplay)         | 30             |
| Noruega (VG-lista)                        | 16             |
| Nueva Zelanda Hot Singles (RMNZ)          | 7              |
| Países Bajos (Single Top 100)             | 36             |
| Portugal (AFP)                            | 23             |
| Reino Unido (UK Singles Chart)            | 3              |
| República Checa (Singles Digitál Top 100) | 10             |
| Singapur (RIAS)                           | 14             |
| Suecia (Sverigetopplistan)                | 15             |
| Suiza (Schweizer Hitparade)               | 22             |

## Certificaciones
| País (organismo certificador) | Certificación | Unidades certificadas |
| ----------------------------- | ------------- | --------------------- |
| Australia (ARIA)              | Platino       | 70 000                |
| Brasil (Pro-Música Brasil)    | 2x Platino    | 80 000                |
| Canadá (Music Canada)         | Platino       | 80 000                |
| Dinamarca (IFPI)              | Oro           | 45 000                |
| Estados Unidos (RIAA)         | Platino       | 1 000 000             |
| México (AMPROFON)             | Platino       | 60 000                |
| Noruega (IFPI)                | Oro           | 30 000                |
| Nueva Zelanda (RIANZ)         | Oro           | 15 000                |
| Polonia (ZPAV)                | Platino       | 20 000                |
| Portugal (AFP)                | Oro           | 5 000                 |
| Reino Unido (BPI)             | Oro           | 400 000               |

## Historial de lanzamiento
| País        | Fecha                 | Formato                     | Discográfica | Ref    |
| ----------- | --------------------- | --------------------------- | ------------ | ------ |
| Varios      | 11 de octubre de 2019 | Descarga digital, Streaming | Columbia     | [ 17 ] |
| Australia   | 11 de octubre de 2019 | Contemporary hit radio      | Sony Music   | [ 61 ] |
| Italia      | 11 de octubre de 2019 | Contemporary hit radio      | Sony Music   | [ 62 ] |
| Reino Unido | 12 de octubre de 2019 | Contemporary hit radio      | Sony Music   | [ 63 ] |